# Lista de recordes meteorológicos
Esta é uma lista de eventos meteorológicos recordes. Acredita-se que cada um destes recordes seja um valor oficialmente medido por instrumentos meteorológicos dentro dos padrões da Organização Meteorológica Mundial (OMM).

## Recordes de temperatura

### Temperaturas mais altas já registradas, por continente e país
|                             | Temperatura                            | Local                                                          | Data                                      |
| --------------------------- | -------------------------------------- | -------------------------------------------------------------- | ----------------------------------------- |
| América do Norte / Na Terra | 56,7 °C (134 °F)                       | Vale da Morte, Califórnia, Estados Unidos                      | 10 de julho de 1913                       |
| Canadá                      | 49,6 °C (115,8 °F)                     | Lytton, Columbia Britânica                                     | 29 de junho de 2021                       |
| América do Sul              | 49,1 °C (120,4 °F)                     | Villa de María, Província de Córdova, Argentina                | 2 de janeiro de 1920                      |
| Brasil                      | 44,8 °C (112,6 °F)                     | Araçuaí, Minas Gerais                                          | 19 de novembro de 2023                    |
| Chile                       | 43 °C (109,4 °F)                       | Chillán, Região de Bio-Bío                                     | 26 de janeiro de 2017                     |
| Paraguai                    | 45 °C (113,0 °F)                       | Pratts Gill, Boquerón                                          | 14 de novembro de 2009                    |
| Uruguai                     | 44 °C (111,2 °F)                       | Paysandú, Departamento de Paysandú                             | 20 de janeiro de 1943                     |
| Antártida                   | 14,6 °C (59 °F)                        | Estação Vanda                                                  | 5 de janeiro de 1974                      |
| Polo Sul                    | −13,6 °C (7,5 °F)                      | Estação Polo Sul Amundsen-Scott                                | 27 de dezembro de 1978                    |
| África                      | 55 °C (131 °F)                         | Kebili, Tunísia                                                | 13 de julho de 1931                       |
| Argélia                     | 51 °C (123.8 °F)                       | Illizi                                                         | 13 de setembro de 2011                    |
| África do Sul               | 50 °C (122 °F)                         | Dunbrody, Cabo Oriental                                        | 3 de novembro de 1918                     |
| Chade                       | 47,6 °C (117.7 °F)                     | Faya                                                           | 22 de junho de 2010                       |
| Níger                       | 48,2 °C (118.8 °F)                     | Bilma                                                          | 23 de junho de 2010                       |
| Sudão                       | 49,6 °C (121.3 °F)                     | Dongola                                                        | 25 de junho de 2010                       |
| Ásia                        | 54,0 °C (129,2 °F)                     | Tirat Tsvi, Israel                                             | 21 de junho de 1942                       |
| Arábia Saudita              | 52 °C (125,6 °F)                       | Jidá                                                           | 22 de junho de 2010                       |
| China                       | 52,2 °C                                | Sanbao, Xinjiang, China                                        | 16 de julho de 2023                       |
| Coreia do Sul               | 40 °C (104 °F)                         | Daegu                                                          | 1 de agosto de 1942                       |
| Índia                       | 50,6 °C (123,1 °F)                     | Alwar, Rajastão                                                | 10 de maio de 1956                        |
| Iraque                      | 53,9 °C (129 °F)                       | Baçorá                                                         | 22 de julho de 2016                       |
| Japão                       | 40,9 °C (105,6 °F)                     | Kumagaya, Saitama / Tajimi, Gifu                               | 16 de agosto de 2007                      |
| Kuwait                      | 53,9 °C (129,0 °F)                     | Mitribah                                                       | 21 de julho de 2016                       |
| Malásia                     | 40,1 °C (104,2 °F)                     | Chuping                                                        | 9 de abril de 1998                        |
| Mianmar                     | 47 °C (116,6 °F)                       | Myinmu                                                         | 12 de maio de 2010                        |
| Paquistão                   | 53,7 °C (128,7 °F)                     | Turbat, Baluchistão                                            | 28 de maio de 2017                        |
| Qatar                       | 50,4 °C (122,7 °F)                     | Doha                                                           | 14 de julho de 2010                       |
| Rússia                      | 42,3 °C (108,1 °F)                     | Belogorsk, Oblast de Amur                                      | 12 de julho de 2010                       |
| Singapura                   | 36 °C (96,8 °F)                        | Singapura                                                      | 26 de março de 1998                       |
| Turquia                     | 49,1 °C (120.4 °F)                     | Cizre                                                          | 20 de julho de 2021                       |
| Oceania                     | 54 °C (129.2 °F)                       | Oodnadatta, Austrália Meridional, Austrália                    | 8 de janeiro de 2013                      |
| Nova Zelândia               | 42,4 °C (108.3 °F)                     | Rangiora Jordan, Marlborough                                   | 7 de fevereiro de 1973                    |
| Europa                      | 48 °C (118,4 °F)                       | Atenas (Elefsina e Tatoi), Grécia.                             | 10 de julho de 1977                       |
| Alemanha                    | 42,6 °C (108,7 °F)                     | Lingen, Baixa Saxônia                                          | 25 de julho de 2019                       |
| Áustria                     | 39,9 °C (103,8 °F)                     | Dellach im Drautal                                             | 3 de agosto de 2013                       |
| Bélgica                     | 40,7 °C (105,3 °F)                     | Beitem, Flandres Ocidental                                     | 25 de julho de 2019                       |
| Bielorrússia                | 38,9 °C (102 °F)                       | Gomel                                                          | 7 de agosto de 2010                       |
| Bósnia e Herzegovina        | 46,2 °C (115,16 °F)                    | Mostar, Herzegovina                                            | 31 de julho de 1900                       |
| Bulgária                    | 45,2 °C (113,3 °F)                     | Sadovo, Plovdiv                                                | 5 de agosto de 1916                       |
| Chipre                      | 46,6 °C (115,9 °F)                     | Lefkoniko                                                      | 1 de agosto de 2010                       |
| Croácia                     | 42,8 °C (109 °F)                       | Ploče                                                          | 5 de agosto de 1998                       |
| Dinamarca                   | 36,4 °C (97,5 °F)                      | Holstebro, Midtjylland                                         | 10 de agosto de 1975                      |
| Escócia                     | 32,9 °C (91,2 °F)                      | Greycrook, Scottish Borders                                    | 9 de agosto de 2003                       |
| Eslováquia                  | 40,3 °C (104,5 °F)                     | Hurbanovo                                                      | 20 de julho de 2007                       |
| Eslovênia                   | 40,6 °C (105,1 °F)                     | Črnomelj                                                       | 5 de julho de 1950                        |
| Espanha                     | 47,3 °C (116,9 °F)                     | Montoro                                                        | 13 de julho de 2017                       |
| Estônia                     | 35,6 °C (96,1 °F)                      | Võru                                                           | 11 de agosto de 1992                      |
| Finlândia                   | 37,2 °C (99 °F)                        | Liperi                                                         | 29 de julho de 2010                       |
| França                      | 46,0 °C (114,8 °F)                     | Vérargues / Hérault                                            | 28 de junho de 2019                       |
| Hungria                     | 41,9 °C (107,4 °F)                     | Kiskunhalas                                                    | 8 de julho de 2007                        |
| Inglaterra                  | 40,3 °C (104,5 °F)                     | Charlwood, Surrey                                              | 19 de julho de 2022                       |
| Irlanda                     | 33,3 °C (92 °F)                        | Castelo de Kilkenny, Condado de Kilkenny                       | 26 de junho de 1887                       |
| Irlanda do Norte            | 30,8 °C (87,4 °F)                      | Knockarevan, Condado de Fermanagh / Belfast, Condado de Antrim | 30 de junho de 1976 / 12 de julho de 1983 |
| Islândia                    | 30,5 °C (86,9 °F)                      | Teigarhorn, Djúpivogur                                         | 22 de junho de 1939                       |
| Itália                      | 47 °C (116,6 °F) ou 48,5 °C (119,3 °F) | Foggia, Apúlia, ou Catenanuova, Enna, Sicília (controverso)    | 25 de julho de 2007 e 26 de junho de 2015 |
| Letônia                     | 36,4 °C (97,5 °F)                      | Daugavpils                                                     | 4 de agosto de 1943                       |
| Lituânia                    | 37,5 °C (99,5 °F)                      | Zarasai, Condado de Utena                                      | 30 de julho de 1994                       |
| Moldávia                    | 41,5 °C(106,7 °F)                      | Camenca, Transnistria                                          | 21 de julho de 2007                       |
| Montenegro                  | 44,8 °C (112,6 °F)                     | Podgorica                                                      | 16 de agosto de 2007                      |
| Noruega                     | 35,6 °C (96,1 °F)                      | Nesbyen, Buskerud                                              | 20 de junho de 1970                       |
| Países Baixos               | 40,7 °C (105,3 °F)                     | Gilze en Rijen, Brabante do Norte                              | 25 de julho de 2019                       |
| País de Gales               | 35,2 °C (95,4 °F)                      | Hawarden Bridge, Flintshire                                    | 2 de agosto de 1990                       |
| Polônia                     | 40,2 °C (104.4 °F)                     | Prószków, Opole                                                | 29 de julho de 1921                       |
| Portugal                    | 47,4 °C (117,3 °F)                     | Amareleja, Distrito de Beja                                    | 1 de agosto de 2003                       |
| República Checa             | 40,2 °C (104,4 °F)                     | Praga-Uhříněves                                                | 27 de julho de 1983                       |
| República da Macedônia      | 45,7 °C(114,26 °F)                     | Demir Kapija                                                   | 24 de julho de 2007                       |
| Romênia                     | 44,5 °C (112,1 °F)                     | Ion Sion, Condado de Brăila                                    | 10 de agosto de 1951                      |
| Rússia                      | 45,4 °C (113,7 °F)                     | Utta, Calmúquia                                                | 12 de julho de 2010                       |
| Sérvia                      | 44,9 °C (112,8 °F)                     | Smederevska Palanka, Podunavlje                                | 24 de julho de 2007                       |
| Suécia                      | 38 °C (100,4 °F)                       | Ultuna, Upsália / Målilla, Calmar                              | 9 de julho de 1933/ 29 de junho de 1947   |
| Suíça                       | 41,5 °C (106,7 °F)                     | Grono, Distrito de Moesa                                       | 11 de agosto de 2003                      |
| Ucrânia                     | 42 °C (107,6 °F)                       | Luhansk                                                        | 12 de agosto de 2010                      |

### Temperaturas mais baixas já registradas, por continente e país
|                        | Temperatura          | Local                                                         | Data                                                                      |
| ---------------------- | -------------------- | ------------------------------------------------------------- | ------------------------------------------------------------------------- |
| Antártida / Na Terra   | −89,2 °C (−128,6 °F) | Estação Vostok                                                | 21 de julho de 1983                                                       |
| Antártida Oriental     | −82,5 °C (−116,5 °F) | Dome A                                                        | 06-2005                                                                   |
| Polo Sul               | −82,8 °C (−116,5 °F) | Estação Polo Sul Amundsen-Scott                               | [ 65 ]                                                                    |
| Ásia                   | −68 °C (−90 °F)      | Verkhoyansk e Oymyakon, ambas na Iacútia, Rússia              | 7 de fevereiro de 1892 6 de fevereiro de 1933                             |
| China                  | −52,3 °C (−62,14 °F) | Mohe                                                          | 13 de fevereiro de 1969                                                   |
| Coreia do Norte        | −43,6 °C (-46,48 °F) | Jungangjin                                                    | 12 de janeiro de 1933                                                     |
| Índia                  | −33,9 °C (−27,4 °F)  | Ladakh                                                        | 22 de março de 1911                                                       |
| Irã                    | −36 °C (−32,8 °F)    | Saqqez                                                        | 1969                                                                      |
| Iraque                 | −17,6 °C (0,3 °F)    | Mossul                                                        | 24 de janeiro de 1911                                                     |
| Israel                 | −13,7 °C (8,24 °F)   | Vale Beit Netofa                                              | 7 de fevereiro de 1950                                                    |
| Japão                  | −41 °C (−41,8 °F)    | Asahikawa, Hokkaidō                                           | 25 de janeiro de 1902                                                     |
| Paquistão              | −24,0 °C (11,0 °F)   | Skardu                                                        | 7 de janeiro de 1995                                                      |
| Singapura              | 19,4 °C (66,9 °F)    | Singapura                                                     | 31 de janeiro de 1934                                                     |
| Turquia                | −46,4 °C (−51,5 °F)  | Vã                                                            | 9 de janeiro de 1990                                                      |
| América do Norte       | −66,1 °C (−87 °F)    | North Ice, Groenlândia                                        | 9 de janeiro de 1954                                                      |
| Canadá                 | −63 °C (−81 °F)      | Snag, Yukon                                                   | 3 de fevereiro de 1947                                                    |
| Estados Unidos         | −62 °C (−80 °F)      | Prospect Creek, Alasca                                        | 23 de janeiro de 1971                                                     |
| México                 | −29 °C (−20,2 °F)    | Rancho Los Lamentos, Chihuahua                                | 11 de janeiro de 1962                                                     |
| Europa                 | −58,1 °C (−72,6 °F)  | Ust' Shchugor, Rússia                                         | 31 de dezembro de 1978                                                    |
| Alemanha               | −37,8 °C (−36 °F)    | Hüll, Pfaffenhofen, Baviera                                   | 12 de fevereiro de 1929                                                   |
| Áustria                | −37,4 °C (−38,6 °F)  | Sonnblick                                                     | 1 de janeiro de 1905                                                      |
| Bélgica                | −30,1 °C (−22,2 °F)  | Vale de Lesse em Rochefort                                    | 20 de janeiro de 1940                                                     |
| Bielorrússia           | −42,2 °C (−44 °F)    | Slavnom, Vitsebsk Voblast                                     | 17 de janeiro de 1940                                                     |
| Bulgária               | −38,3 °C (−37 °F)    | Thrun                                                         | 25 de janeiro de 1947                                                     |
| Croácia                | −35,5 °C (−31,5 °F)  | Čakovec                                                       | 3 de fevereiro de 1929                                                    |
| Dinamarca              | −31,2 °C (−24,2 °F)  | Thisted, Jutlândia do Norte                                   | 8 de janeiro de 1982                                                      |
| Escócia                | −27,2 °C (−17 °F)    | Braemar, Aberdeenshire, Altnaharra, Sutherland                | 11 de fevereiro de 1895 e 10 de janeiro de 1982 1995-12-30                |
| Eslováquia             | −41 °C (−41,8 °F)    | Vigľaš-Pstruša                                                | 11 de fevereiro de 1929                                                   |
| Eslovênia              | −34,5 °C (−30,1 °F)  | Babno Polje                                                   | 15 de fevereiro de 1956 / 16 de fevereiro de 1956 / 13 de janeiro de 1968 |
| Espanha                | −35,8 °C (−32,4 °F)  | Vega de Liordes, Província de Leão                            | 7 de janeiro de 2021                                                      |
| Estônia                | −43,5 °C (−46 °F)    | Jõgeva                                                        | 17 de janeiro de 1940                                                     |
| Finlândia              | −51,5 °C (−60,7 °F)  | Kittilä, Lapônia                                              | 28 de janeiro de 1999                                                     |
| França                 | −41 °C (−41,8 °F)    | Mouthe, Doubs                                                 | 17 de janeiro de 1985                                                     |
| Grécia                 | −27,8 °C (−18 °F)    | Ptolemaida                                                    | 27 de janeiro de 1967                                                     |
| Hungria                | −35 °C (−31 °F)      | Miskolc                                                       | 16 de fevereiro de 1940                                                   |
| Inglaterra             | −26,1 °C (−15 °F)    | Newport, Shropshire                                           | 10 de janeiro de 1982                                                     |
| Irlanda                | −19,1 °C (−2,4 °F)   | Castelo Markree, Condado de Sligo                             | 16 de janeiro de 1881                                                     |
| Irlanda do Norte       | −18 °C (0 °F)        | Castlederg, Condado de Tyrone                                 | 19 de dezembro de 2010                                                    |
| Islândia               | −37,9 °C (−36,2 °F)  | Grímsstaðir                                                   | 21 de janeiro de 1918                                                     |
| Itália                 | −49,6 °C (−57,3 °F)  | Pale di San Martino, Trento, Trentino-Alto Adige              | 10 de fevereiro de 2013                                                   |
| Letônia                | −43,2 °C (−45,8 °C)  | Daugavpils                                                    | 8 de fevereiro de 1956                                                    |
| Lituânia               | −42,9 °C(−45,2 °F)   | Utena, Condado de Utena                                       | 1 de fevereiro de 1956                                                    |
| Noruega                | −51,4 °C (−60,5 °F)  | Karasjok, Finnmark                                            | 1 de janeiro de 1886                                                      |
| Países Baixos          | −27,4 °C (−17,3 °F)  | Winterswijk                                                   | 27 de janeiro de 1944                                                     |
| País de Gales          | −23,3 °C (−9,9 °F)   | Rhayader, Powys                                               | 21 de janeiro de 1940                                                     |
| Polônia                | −41 °C (−41,8 °F)    | Siedlce, Województwo Mazowieckie                              | 11 de janeiro de 1940                                                     |
| Portugal               | −16 °C (3,2 °F)      | Penhas da Saúde, Covilhã Miranda do Douro                     | 16 de janeiro de 1945 e 5 de fevereiro de 1954                            |
| República Checa        | −42,2 °C (−44 °F)    | Litvínovice                                                   | 11 de fevereiro de 1929                                                   |
| República da Macedônia | −31,5 °C(−24,7 °F)   | Berovo                                                        | 27 de janeiro de 1954                                                     |
| Romênia                | −38,5 °C (−37,3 °F)  | Bod, Braşov                                                   | 25 de janeiro de 1942                                                     |
| Sérvia                 | −39,5 °C (−39,1 °F)  | Karajukica Bunari, Zlatibor                                   | 13 de janeiro de 1985                                                     |
| Suécia                 | −52,6 °C (−62,7 °F)  | Vuoggatjålme, Bótnia Setentrional                             | 2 de fevereiro de 1966                                                    |
| Suíça                  | −41,8 °C (−43,2 °F)  | La Brévine                                                    | 12 de janeiro de 1987                                                     |
| Ucrânia                | −41,9 °C (−43,4 °F)  | Luhansk                                                       | 8 de fevereiro de 1935                                                    |
| América do Sul         | −39 °C (−38,2 °F)    | Valle de los Patos Superior, Província de San Juan, Argentina | 17 de julho de 1972                                                       |
| Bolívia                | −25,7 °C (−14,3 °F)  | Uyuni, Departamento de Potosí                                 | 4 de agosto de 1946                                                       |
| Brasil                 | −14 °C (6,8 °F)      | Caçador, Santa Catarina                                       | 30 de junho de 1952                                                       |
| Chile                  | −37 °C (−35 °F)      | Coihaique Alto, Região de Aisén                               | 21 de junho de 2002                                                       |
| Paraguai               | -7,5 °C (18,5 °F)    | Pratts Gill, Boquerón                                         | 13 de julho de 2000                                                       |
| Peru                   | −25,2 °C (−13,4 °F)  | Mazo Cruz, Puno                                               | 30 de junho de 1966                                                       |
| Uruguai                | −11 °C (12.2 °F)     | Melo, Departamento de Cerro Largo                             | 14 de junho de 1967                                                       |
| África                 | −24 °C (−11 °F)      | Ifrane, Marrocos                                              | 11 de fevereiro de 1935                                                   |
| África do Sul          | −20,1 °C (−4,2 °F)   | Buffelsfontein, próxima a Molteno, Cabo Oriental              | 23 de agosto de 2013                                                      |
| Argélia                | −20 °C (−4 °F)       | Batna, Província de Batna                                     | 4 de janeiro de 1945                                                      |
| Lesoto                 | −20,4 °C (−4,7 °F)   | Letseng-la-Draai, Distrito de Mokhotlong                      | 12 de junho de 1967                                                       |
| Oceania                | −23 °C (−9,4 °F)     | Charlotte Pass, Nova Gales do Sul, Austrália                  | 29 de junho de 1994                                                       |
| Havaí                  | −11,1 °C (12 °F)     | Mauna Kea                                                     | 17 de maio de 1979                                                        |
| Nova Zelândia          | −21,6 °C (−6,88 °F)  | Ophir, Central Otago                                          | 3 de julho de 1995                                                        |

## Outros recordes de temperatura
| Lugar habitado mais quente, em média | Dallol, Etiópia Temperatura média é 34 °C            |
| Lugar habitado mais frio, em média   | Eureka, Nunavut, Canadá Temperatura média é -19,7 °C |

## Recordes deprecipitação
- A menor no período de um ano: 0,00 mm (0,00), Região de Antofagasta, Deserto de Atacama, Chile.[100]

### Chuva
- Um minuto: 31,2 mm; Unionville, Condado de Frederick, Maryland, Estados Unidos, 4 de julho de 1956.[26]
- Uma hora: 305 mm (em 42 minutos). Holt, Missouri, Estados Unidos, 22 de junho de 1947.[26]
- 12 horas: 1 144 mm; Foc-Foc, Reunião, 8 de janeiro de 1966, durante o ciclone tropical Denise.[26]
- 1 dia: 1 825 mm; Foc-Foc, Reunião, entre 7 e 8 de janeiro de 1966, durante o ciclone tropical Denise.[26]
- 2 dias: 2 467 mm; Aurère, Reunião, entre 8 e 10 de janeiro de 1958.[26]
- 72 horas: 3 929 mm; Commerson, Reunião, entre 24 e 26 de fevereiro de 2007.[26]
- 96 horas: 4 869 mm; Commerson, Reunião, entre 24 e 27 de fevereiro de 2007.[26]
- 1 ano: 26 470 mm; Cherapunjee, Índia, 1860 — 1861.[26]
- Maior média anual total: 11 872 mm; Mawsynram, Índia.[26]

### Neve
- 1 ano: 31,1 metros; Monte Rainier, Washington, Estados Unidos, de 19 de fevereiro de 1971 a 19 de fevereiro de 1972.[72]

## Recordes de velocidade do vento
- Maior velocidade registrada: 517 km/h, numa rajada de 3 segundos; observada por um radar Doppler, durante a passagem de um tornado próximo à Cidade de Oklahoma, Oklahoma, Estados Unidos, 3 de maio de 1999.[101]
- Maior velocidade registrada com um anemômetro: 407 km/h, numa rajada de 3 segundos; Barrow Island, Austrália Ocidental, 10 de abril de 1996, durante o ciclone tropical Olivia.[102]
- Maior velocidade registrada por um anemômetro, fora de um ciclone tropical ou tornado: 372 km/h, na média de um minuto; Monte Washington, Nova Hampshire, Estados Unidos, 12 de abril de 1934.[103]
- Maior média de velocidade no período de 1 dia: 174 km/h Port Martin (Terra Adélia), Antártida, entre 21 e 22 de março 1951.[72]